# Nowe Mosty (gromada)
Nowe Mosty (od 1 I 1958 Łasin) – dawna gromada, czyli najmniejsza jednostka podziału terytorialnego Polskiej Rzeczypospolitej Ludowej w latach 1954–1972.
Gromady, z gromadzkimi radami narodowymi (GRN) jako organami władzy najniższego stopnia na wsi, funkcjonowały od reformy reorganizującej administrację wiejską przeprowadzonej jesienią 1954 do momentu ich zniesienia z dniem 1 stycznia 1973, tym samym wypierając organizację gminną w latach 1954–1972.
Gromadę Nowe Mosty z siedzibą GRN w Nowych Mostach utworzono – jako jedną z 8759 gromad na obszarze Polski – w powiecie grudziądzkim w woj. bydgoskim, na mocy uchwały nr 24/6 WRN w Bydgoszczy z dnia 5 października 1954. W skład jednostki weszły obszary dotychczasowych gromad Bukowiec, Nowe Mosty i Rogóżno Zamek ze zniesionej gminy Rogóżno oraz obszar dotychczasowej gromady Szczepanki ze zniesionej gminy Łasin w tymże powiecie. Dla gromady ustalono 17 członków gromadzkiej rady narodowej.
Gromadę Nowe Mosty zniesiono 1 stycznia 1958 w związku z przeniesieniem siedziby GRN z Nowych Mostów do Łasina i zmianą nazwy jednostki na gromada Łasin.